# Maligne Mountain
Maligne Mountain är ett berg i Kanada.   Det ligger i provinsen Alberta, i den centrala delen av landet, 3 100 km väster om huvudstaden Ottawa. Toppen på Maligne Mountain är 3 217 meter över havet, eller 617 meter över den omgivande terrängen. Bredden vid basen är 9,7 km.
Terrängen runt Maligne Mountain är varierad. Trakten runt Maligne Mountain är nära nog obefolkad, med mindre än två invånare per kvadratkilometer.. Det finns inga samhällen i närheten. 
Trakten runt Maligne Mountain består i huvudsak av gräsmarker.